# 福岡干孝
福岡 干孝（ふくおか ゆきたか）は、安土桃山時代から江戸時代前期にかけての武将、土佐藩士。土佐山内家の家臣。

## 生涯
弘治3年（1557年）、福岡重孝の子として誕生した。父・重孝は大和国添上郡狭河城主で松永氏、筒井氏に仕えた。
幼少の頃は大和信貴山城の松永氏の人質となる。松永氏滅亡後は諸所を流浪したのち、天正10年（1582年）、近江国長浜城主となった山内一豊に仕えた。小田原征伐では山中城攻略戦で功を立てる。山内家の掛川城移封により500石給われて仕置役になる。熟慮断行で経済の才に優れ、軍資金調達や運用に手腕を発揮した。関ヶ原の戦い後の山内家の土佐入国にあたり、1000石を給されて中老についた。
土佐藩2代藩主・山内忠義の代に老年の故をもって辞職した。元和末年に至り、幕府の課役に苦しんだ土佐藩は干孝を旧職に復して対策を請じさせ、また藩財政の整理をした。
寛永9年（1632年）6月13日、死去。享年76。